# Петенка (приток Черёхи)
Петенка — река в России, протекает по Порховскому району Псковской области. Длина реки − 46 км, площадь водосборного бассейна — 251 км².
Начинается к востоку от деревни Медведица. Течёт в общем северном направлении через Рысцево, Большую Горушку, Меньшино, Поддубницу, Авчух, Жадовщину, Карпинку, Малые и Большие Пети, Малый Низ, Голубево, Подзорово, Гверстно, Боровики и Пухово.
Устье реки находится в 60 км по правому берегу реки Черёхи на высоте 51,2 метра над уровнем моря у деревни Ольхово.
- Утица, впадает слева[5].
- В 25 км от устья, по правому берегу реки впадает река Тресна[4].
- В 30 км от устья, по правому берегу реки впадает река Рубежка[4].

## Данные водного реестра
По данным государственного водного реестра России относится к Балтийскому бассейновому округу, водохозяйственный участок реки — Великая. Относится к речному бассейну реки Нарва (российская часть бассейна).
Код объекта в государственном водном реестре — 01030000212102000029287.